# محمد المبارك
محمد المبارك (1332- 1402 هـ / 1912- 1981 م) مفكِّر وباحث ووزير سوري، حقوقي ومن علماء اللغة والشريعة والاجتماع، ومن رُوَّاد الفكر العربي الإسلامي، وأحدُ أعضاء المجمع العلمي العربي بدمشق، ومجمع اللغة العربية في القاهرة، والمجمع العلمي العراقي. نشأ في أسرة عُرف رجالها بالدِّين والعلم والصلاح، فوالده العلامة عبد القادر المبارك كان لغويًّا مشهورًا من مؤسسي المجمع، وجدُّهُ محمد المبارك من العلماء الأدباء والمربِّين المرشدين، وشقيقه الدكتور مازن المبارك من علماء العربية وكبار أعضاء المجمع.

محمد المبارك في شبابه

## ولادته وتحصيله
وُلد أبو هاشم، محمد بن عبد القادر بن محمد المبارك في دمشق، عام 1332هـ /1912م، في حيٍّ قريبٍ من الجامع الأموي. درس المرحلة الابتدائية والثانوية في مدارس دمشق، فحصل على الشهادة الثانوية من شُعبة الرياضيات في الفرع العلمي؛ وكان متفوِّقًا في دراسته، وخاصةً في اللغة العربية والرياضيات، وكان له ميلٌ واضحٌ إلى العلوم العربية والعلوم الإسلامية، فتلقَّى علوم اللغة والشريعة عن والده الشيخ عبد القادر المبارك، وعن مُحدِّث الشام الشيخ بدرالدين الحسني.
انتسب إلى معهد الحقوق في الجامعة السورية التي صارت (كلية الحقوق في جامعة دمشق)، ونال إجازتها عام 1935م، ونال في العام نفسه شهادة الآداب العليا.
أوفدته وِزارةُ المعارف السورية إلى فرنسا فدرس في جامعة السوربون، وحصل على شهادة في الأدب العربي، وثانية في الأدب الفرنسي، وثالثة في علم الاجتماع، وعاد إلى دمشق عام 1938م. لقي في فرنسا عددًا من المستشرقين مثل: مارسيه، وماسينيون، والأدباء الفرنسيين، وكثيرًا من العرب والمسلمين المهاجرين الذين كانوا في فرنسا، مثل: شكيب أرسلان، ورجال جمعية العلماء المسلمين الجزائريين.

## أعماله ووظائفه
عمل المبارك بعد عودته إلى سورية أستاذًا للأدب، ثم مُفتِّشًا (موجِّهًا اختصاصيًّا) للغة العربية والتربية الإسلامية، ثم عضوًا في اللجنة الفنية في وِزارة المعارف، وشارك بوضع المناهج لمادَّتي اللغة العربية والدين.
كان له نشاطٌ واسعٌ في العمل الاجتماعي والدعوة الإسلامية، وفي عام 1947م ترك العمل الرسمي ورشَّح نفسه للمجلس النيابي، ففاز عن مدينة دمشق، وظلَّ نائبًا عنها ثلاث دورات متتالية حتى عام 1958م، وتولَّى الوِزارة في أثناء ذلك من 1949 إلى 1958، ثلاث مرَّات، فكان وزيرًا للأشغال العامَّة، ثم للمواصلات، ثم للزراعة، وكان في الوقت نفسه أستاذًا محاضرًا يُدرِّس في كلية الشريعة العقيدةَ ونظامَ الإسلام، ويُدرِّس في كلية الآداب فقهَ اللغة والدراسات القرآنية.
في عام 1958م عُيِّن عميدًا لكلية الشريعة، وفي عام 1961م انتُخب عضوًا عاملًا في مجمع اللغة العربية بدمشق، وهو عضو في مجمع اللغة العربية في القاهرة، وفي المجمع العلمي العراقي.
انتُدب في عام 1966م إلى جامعة أُمِّ درمان في السودان، وانتقل عام 1969م إلى كلية الشريعة بمكَّة المكرمة، ثم كان مستشارًا في جامعة الملك عبد العزيز بجُدَّة، وظلَّ يمارس عمله في التدريس والدعوة وإلقاء المحاضرات والتخطيط الجامعي، ويُلبِّي الدعَوات أستاذًا محاضرًا وباحثًا مشاركًا في الندَوات والمؤتمرات في البلاد العربية والإسلامية والأوربية حتى وفاته.

## مؤلفاته
1. فن القصص في كتاب البخلاء، دمشق، 1940م.[8]
2. عبقرية اللغة العربية، بيروت، 1956م.[9]
3. نظرة الإسلام العامَّة في الوجود وأثرها في الحضارة، دمشق، 1958م.
4. الأمَّة العربية في معركة تحقيق الذات، دمشق، 1959م.
5. من منهل الأدب الخالد، بيروت، 1959م.
6. فقه اللغة وخصائص العربية، بيروت، 1960م.
7. نحو وعي إسلامي جديد، بيروت، 1960م.
8. ذاتية الإسلام أمام المذاهب والعقائد، بيروت، 1960م.
9. نحو إنسانية سعيدة: نظرات في الكون والحياة والمصير وفي الإنسان من خلال الكتاب العربي المبين، 1961م.
10. العقيدة في القرآن الكريم، بيروت، 1967م.
11. الفكر الإسلامي الحديث في مواجهة الأفكار الغربية، بيروت، 1968م.
12. نظام الإسلام: العقيدة والعبادة، بيروت، 1968م.
13. المشكلة الثقافية في العالم الإسلامي: واقعها وعلاجها، بيروت، 1969م.
14. المجتمع الإسلامي المعاصر، بيروت، 1971م.
15. الأمَّة والعوامل المكوِّنة لها، د.ت، دمشق.
16. الإسلام والفكر العلمي، بيروت، 1978م.
17. بين الثقافتين الغربية والإسلامية: دراسات في الثقافة والتربية، بيروت، 1980م.
18. نظام الإسلام: الحكم والدولة، بيروت، 1989م.
19. نظام الإسلام العقائدي في العصر الحديث، 1989م.
20. مذكِّرات في الثقافة الإسلامية.

## وفاته
تُوفِّي محمد المبارك في المدينة المنوَّرة، يوم الخميس 7 صفر 1402هـ الموافق 4 ديسمبر (كانون الأول) 1981م، ودُفن في مقبرة البقيع.